# Jacob Sarratt
Jacob Henry Sarratt est un joueur d'échecs anglais et un auteur né vers 1772 et mort le 6 novembre 1819. Surnommé le « Professeur des échecs », il fut un des meilleurs joueurs anglais de la fin du XVIIIe siècle au début du XIXe siècle. Il introduisit en Angleterre la règle italienne qui veut que la partie soit nulle lorsqu'elle se termine par un pat.

## Biographie
Originaire de Londres, Sarratt rencontra sa première femme à Jersey et se maria à dix-huit ans. Il rencontra Philidor à Londres. Sa femme mourut en 1802 et il se remaria en 1804 avec une chanteuse, également de Jersey. Pendant la guerre avec la France, il devint lieutenant dans une compagnie et publia un pamphlet contre les crimes de guerre de Bonaparte.
Il fut un élève du maître des échecs Verdoni.

## Publications
- (en) History of Man, 1802
- (en) A New Picture of London, 1803
- (en) A Treatise on the Game of Chess, 1809
- (en) A New Treatise on the Game of Chess, 1828
- (en) The Works of Damiano, Ruy-Lopez, and Salvio, on the Game of Chess, 1813
- (en) The Works of Gianutio, and Gustavus Selenius, on the Game of Chess, 1817